# Peperomia hammelii
Peperomia hammelii är en pepparväxtart som beskrevs av M.H. Grayum. Peperomia hammelii ingår i släktet peperomior, och familjen pepparväxter. Inga underarter finns listade i Catalogue of Life.